# آنتوان دو مون‌کرتین
آنتوان دو مون‌کرتین (به فرانسوی: Antoine de Montchrétien) شاعر، نمایش‌نامه نویس، اقتصاددان و مورخ قرن شانزدهم میلادی اهل فرانسه است.